# Общество Тульских меднопрокатных и патронных заводов
Общество Тульских меднопрокатных и патронных заводов — российская  компания. Штаб-квартира компании располагалась в С.-Петербурге (Петрограде). Управление — в Туле.

## История

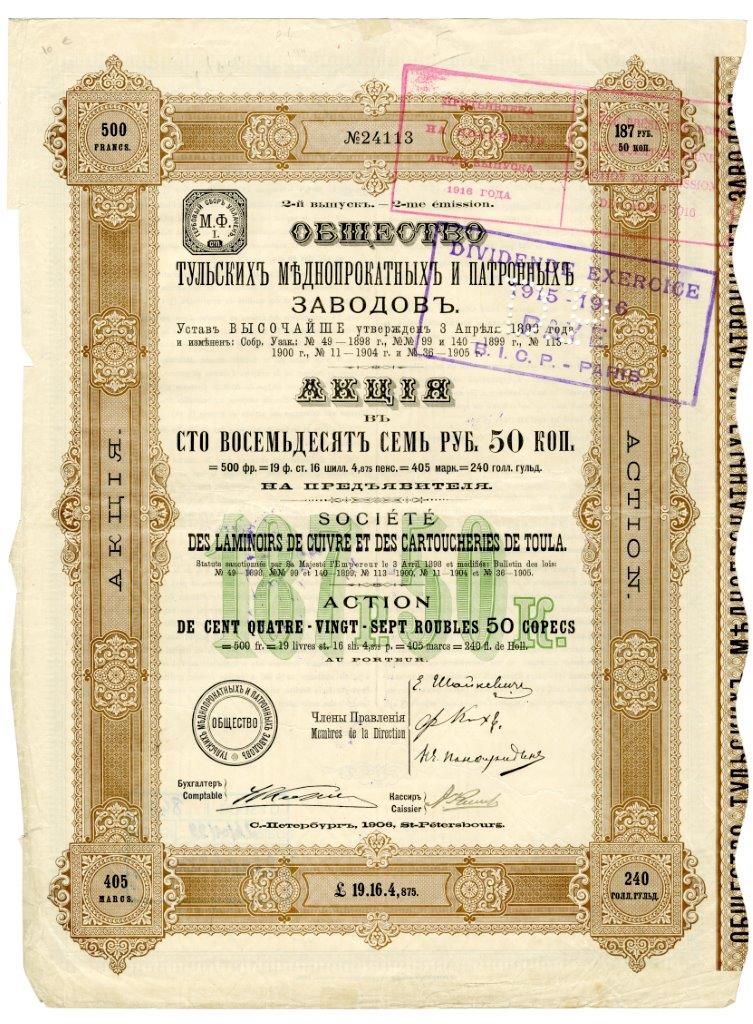
Акция 2-го выпуска на предъявителя в 187,5 руб. Общества Тульских меднопрокатных и патронных заводов. С.-Петербург, 1906 г.

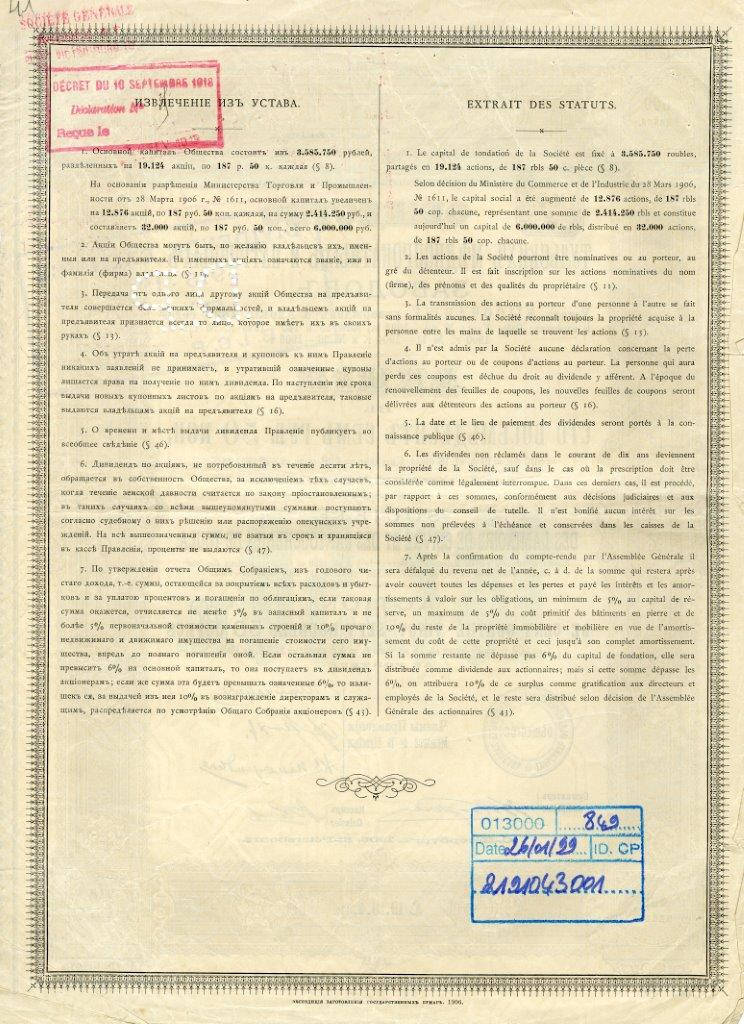
Извлечение из Устава Общества Тульских меднопрокатных и патронных заводов. С.-Петербург, 1906 г.

В 1898 г. вновь созданному Обществу Тульских меднопрокатных и патронных заводов перешел в собственность основанный в 1880 г. на окраине Чулковской слободы по правой стороне Венёвской дороги в г. Тула частный патронный завод, с 1888 г. принадлежавший «Торговому дому Ф. Г. фон Гилленшмидта, Г. И. Стандертшельда и К. С. Шекаразина».
На основании разрешения Министерства Торговли и Промышленности от 28 марта 1906 г. № 1611, первоначальный Основной капитал Общества в 3 585 750 руб. был увеличен на 12 876 акций и составил 32 000 акций по 187,5 руб., общим числом в 6 млн руб. Дивиденды по акциям выплачивались через отделения С.-Петербургского международного коммерческого банка. К последнему предшествующему началу Первой мировой войны году — 1913 — основной капитал компании был доведен до 9 млн руб. (48 000 акций по 187,5 руб.). В соответствии с Уставом Общества Тульских меднопрокатных и патронных заводов, Правление общества, состоявшее из семи директоров, ведавшее всеми делами компании, избиралось «из среды своей» на шесть лет общим собранием акционеров. Первым председателем Правления Общества был избран Е. Г. Шайкевич, одновременно занимавший пост председателя Правления петербургского Международного коммерческого банка.
Изначально завод изготавливал патроны для винтовки Бердана (берданки), а с принятием на вооружение в 1891 г. Русской императорской армии винтовки Мосина перешел на выпуск патронов для 3-линейки. Кроме винтовочных, завод изготовлял также патроны для револьверов, охотничьи гильзы и пистоны. Параллельно с продукцией военного назначения предприятие производило предметы широкого потребления — паровозные топки, листовую проволоку, красную и желтую листовую медь, а также медные самоварные части и посуду из мельхиора.
Перед японской войной на предприятии Общества Тульских меднопрокатных и патронных заводов было размещено производство пушечных гильз. К 1917 г. завод Общества располагал оборудованием для производства до 150 млн патронов в год, на производстве трудилось почти 15 тысяч человек, объем выпускаемой продукции в денежном выражении составлял около 76 млн руб. Тульский патронный завод занимал в России первое место как пушечно-гильзовый завод, второе — как патронный и входил в тройку крупнейших медно-обрабатывающих заводов.
Как явствует из справки № 1133 от 3 августа 1916 г., подготовленной Его превосходительству свиты его императорского величества генерал-майору Петрово-Соловово

Для обслуживания нужд рабочих, работниц и служащих Тульских меднопрокатных и патронных заводов при заводах функционируют нижеследующие учреждения:
1. Больничная касса, действующая на основании общего закона о больничных кассах при частных фабрично-заводских предприятиях, с собственной лечебницей с приемом специалистами по всем болезням.
2. Для лечения служащих и рабочих от обычных болезней, а также и в несчастных случаях при заводе имеется амбулатория с собственною аптекою, обслуживаемая 7 врачами, 8 фельдшерами, 3 акушерками, 1 провизором с 2 помощниками.
3. Общество вспомоществования при Тульских меднопрокатных и патронных заводах. Это Общество, пользующееся денежными безвозвратными пособиями от завода и широким кредитом из заводской кассы, снабжает рабочих и служащих из своей лавки по сравнительно дешевым ценам предметами первой необходимости, как-то: хлеб (из своей пекарни), мука, крупа, сахар, мясо и пр.
При Обществе имеется начальная школа с трехгодичным курсом с 6 учителями. При школе имеется волшебный фонарь и кинематограф для народных чтений и развлечений. Общество выдает недорогие, но здоровые обеды за крайне дешевую цену служащим и рабочим завода; стоимость обедов наполовину покрывается заводом. Столовая Общества служит для рабочих театром. В зимний сезон труппа любителей-рабочих по праздникам устраивает спектакли. Для детей рабочих (беднейших) на летние месяцы устроен детский сад на 150 человек в возрасте от 6 до 10 лет. Дети пользуются бесплатным обедом, молоком, чаем.
Предприятие Общества Тульских меднопрокатных и патронных заводов национализировано декретом СНК от 10 октября 1918 г. В настоящее время завод носит название ОАО «Машиностроительный завод „Штамп“ им. Б.Л. Ванникова». Среди ассортимента продукции завода особое место занимают самовары различных видов — жаровые, электрические, комбинированные, которые продаются по всей России и за рубежом.. Выпуск боеприпасов для стрелкового вооружения военного и гражданского назначение осуществляет другой наследник традиций Общества Тульских меднопрокатных и патронных заводов — ОАО «Тульский патронный завод».